# Internationales Jahr der Landwirtin
Das Internationale Jahr der Landwirtin wurde von den Vereinten Nationen für das Jahr 2026 ausgerufen. Ziel des Themenjahres ist es, die zentrale Rolle von Frauen in der Land- und Forstwirtschaft sowie im Ernährungssektor weltweit sichtbar zu machen und ihren Beitrag zur Ernährungssicherheit und Armutsbekämpfung hervorzuheben.
Die Ausrufung erfolgte auf Initiative mehrerer Mitgliedstaaten mit dem Anliegen, den strukturellen Herausforderungen von Landwirtinnen – etwa beim Zugang zu Ressourcen, Bildung, Entscheidungspositionen oder finanziellen Leistungen – stärkere politische und gesellschaftliche Aufmerksamkeit zu verschaffen.
Frauen leisten laut der Ernährungs- und Landwirtschaftsorganisation der Vereinten Nationen (FAO) rund 39 % der weltweiten landwirtschaftlichen Arbeit, sind jedoch weiterhin überproportional von Diskriminierung betroffen. Das Jahr 2026 soll daher dazu beitragen, strukturelle Ungleichheiten abzubauen und die Gleichstellung von Frauen im Agrarsektor zu fördern.